# Steve Miner
Steve Miner (* 18. Juni 1951 in Westport, Connecticut) ist ein US-amerikanischer Filmregisseur.

## Leben
Vor seiner Karriere als Regisseur arbeitete Miner zusammen mit Wes Craven und Sean S. Cunningham als Filmeditor an dem Film Das letzte Haus links. Gemeinsam mit Cunningham war er 1980 auch an dem Film Freitag der 13. beteiligt. Hiernach war Miner Regisseur bei den Fortsetzungen Freitag der 13. – Jason kehrt zurück und Und wieder ist Freitag der 13. Andere Filme von Miner sind Soul Man, Warlock, Forever Young, Halloween H20, Lake Placid und Texas Rangers.
Neben seiner Tätigkeit beim Film arbeitet Miner hauptsächlich für das Fernsehen. So drehte er an Serien wie Felicity, Dawson’s Creek und Chicago Hope – Endstation Hoffnung. Von 2014 bis 2015 war er mit der Serie Chasing Life beschäftigt. Seit 2011 drehte er auch für Switched at Birth.

## Auszeichnungen (Auswahl)
- Für seinen Film Warlock wurde er mit dem Pegasus Audience Award ausgezeichnet.
- 1989 wurde er zweimal für den Emmy nominiert für seine Mitarbeit an der Fernsehserie Wunderbare Jahre.

## Filmografie (Auswahl)
- 1978: Die Tiger sind los (Here Come the Tigers)
- 1981: Freitag der 13. – Jason kehrt zurück (Friday the 13th Part 2)
- 1982: Und wieder ist Freitag der 13. (Friday the 13th Part III)
- 1986: House – Das Horrorhaus (House)
- 1986: Soul Man
- 1989: Warlock – Satans Sohn (Warlock)
- 1991: Das Herz einer Amazone – wild und frei
- 1992: Forever Young
- 1994: Daddy Cool (My Father the Hero)
- 1996: Big Bully – Mein liebster Feind
- 1998: Halloween H20 (Halloween H20: Twenty Years Later)
- 1999: Lake Placid
- 2001: Texas Rangers
- 2008: Day of the Dead
- 2008: Major Movie Star (Private Valentine: Blonde & Dangerous)